# Roztoky u Jilemnice
Roztoky u Jilemnice jsou obec v okrese Semily v Libereckém kraji. Leží zhruba 4 až 6 kilometrů jižně od Jilemnice, rozložena podél horního toku potoka Tampelačky. Žije zde přibližně 1 100 obyvatel.

## Historie
Roztoky jsou připomínány jako farní ves s kostelem již před rokem 1360. Za husitských válek byla obec zničena a dřevěný kostel spálen.
Roku 1492 při rozdělování dědictví obdržel Hynek z Valdštejna mezi jinými městečko Purklín a ves Roztoky. 
V roce 1513 koupil panství Arnošt z Újezdce a Kounic, v roce 1637 koupil panství Vilém Harant z Polžic a Bezdružic, od roku 1701 náleželo panství Harrachům, v jejichž majetku zůstalo panství až do roku 1918. 
Na konci 19. století žilo v obci asi 1450 obyvatel a kvetl zde čilý společenský a kulturní život. V roce 1869 byl založen čtenářský spolek, v roce 1870 zahájilo činnost ochotnické divadlo. Tělocvičná jednota Sokol byla ustavena v roce 1891, v roce 1872 byl založen Sbor dobrovolných hasičů.

### Kostel
První kostel stával v dolní části obce na návrší na dnešním hřbitově již v roce 1384, byl však vypálen husity. V roce 1739 byl uprostřed obce na návrší postaven zděný kostel zasvěcený apoštolům Filipovi a Jakubovi. Původní fara byla postavena v roce 1788, kdy byla zřízena při kostele samostatná Římskokatolická farnost Roztoky u Jilemnice. Fara v roce 1892 shořela a v roce 1893 byla postavená nová klasicistní zděná fara v sousedství kostela. 

### Škola
První škola byla zřízena za vlády Josefa II., budova stála u starého hřbitova. Nová škola byla postavena v roce 1793 za hraběte Jana z Harrachu – měla jednu učebnu pro 120 žáků. Po vydání nových školních zákonů po roce 1868 zavedeno celodenní vyučování, v roce 1875 postavena nová škola a postupně bylo rozšiřováno vyučování ve 4 třídách, v roce 1913 zřízena druhá pobočka – vyučování v 6 třídách. V místní škole působil s přestávkami mezi lety 1879–1919 český regionální buditel a spisovatel Josef Šír z Horní Branné.

### Tkalcovství
K nejstarší živnosti patřilo tkalcovství. To se postupně rozvíjelo a prosperovalo zvlášť po pruské válce v roce 1866 vývozem do Ruska. Tento rozvoj byl ochromen uvalením cla v r. 1869. V roce 1895 byla v obci založena továrna na látky a později i další. Vlivem toho vzrostl v obci počet obyvatel. V roce 1915 žilo v obci 1513 obyvatel. V roce 1938 zde byl po maturitě zaměstnán v rodinné tkalcovně Vladimír Svatý, pozdější vynálezce hydraulického tkacího stroje.

## Obyvatelstvo
| Rok            | 1869  | 1880  | 1890  | 1900  | 1910  | 1921  | 1930  | 1950  | 1961  | 1970  | 1980  | 1991 | 2001 | 2011 | 2021  |
| -------------- | ----- | ----- | ----- | ----- | ----- | ----- | ----- | ----- | ----- | ----- | ----- | ---- | ---- | ---- | ----- |
| Počet obyvatel | 1 407 | 1 423 | 1 469 | 1 552 | 1 580 | 1 372 | 1 311 | 1 032 | 1 196 | 1 163 | 1 014 | 933  | 922  | 977  | 1 055 |
| Počet domů     | 162   | 194   | 208   | 216   | 230   | 240   | 257   | 275   | 289   | 288   | 272   | 351  | 371  | 386  | 413   |

## Obecní správa

### Obecní symboly
Znak a vlajka byly obci uděleny rozhodnutím předsedy Poslanecké sněmovny Parlamentu České republiky dne 31. ledna 2002.

## Pamětihodnosti
- Kostel svatého Filipa a Jakuba
- Sousoší Korunování Panny Marie
- Socha Panny Marie Immaculaty
- Socha Mistra Jana Husa

### Smírčí kříž na Perklíně
Ke vzniku kříže se vážou dvě pověsti. Podle první byl kříž postaven v místě, ke pádem ze splašeného koně zahynula Zdislava. Druhá pověst vypráví, že zde zemřela po pádu z okna mladší sestra nevěsty Vladyky z Mříčné. Stalo se to to, když po svatebním veselí nevěsta se svým mužem odjížděla z hradu. Sestra jí mávala z okna, a tak se nakláněla, až nešťastně přepadla.

## Osobnosti
- Josef Šír (1859–1920), buditel a učitel
- Jan Šonský (1911–2001), český malíř
- Vladimír Svatý (1919–1986), vynálezce
- Jan Horáček (1919–1951), odbojář a dozorce
- Jaroslav Grosman (1924–2012), odbojář a voják
- Josef Čermák (1928–2020), editor a překladatel